# كارثيك رجا
كارثيك رجا (بالإنجليزية: Karthik Raja)‏ هو موسيقي وملحن هندي، ولد في 29 يونيو 1973 في تشيناي في الهند.

## وصلات خارجية
- الموقع الرسمي
- كارثيك رجا على موقع IMDb (الإنجليزية)
- كارثيك رجا على موقع ميوزك برينز (الإنجليزية)
- كارثيك رجا على موقع ديسكوغز (الإنجليزية)
- كارثيك رجا على موقع قاعدة بيانات الفيلم (الإنجليزية)